# Per Tengstrand
Per Tengstrand est un pianiste suédois né en 1968.

## Biographie
Lauréat en 1995 du Concours international Marguerite-Long-Jacques-Thibaud où il fit forte impression et également lauréat la même année du Concours musical international Reine Élisabeth de Belgique, il a reçu notamment le premier prix du concours de Cleveland en 1997 et peut être considéré comme l'un des plus grands interprètes actuels de niveau international.
Son jeu pianistique et son approche artistique des œuvres trahissent une authentique personnalité, de plus en plus reconnue par les passionnés de l'instrument.
En 2003, le duo pour deux pianos qu'il forme avec sa compagne d'origine asiatique (Duo Tengstrand-Sun) a reçu le premier prix du concours de Miami.
En 2005, il a été distingué comme l'un des suédois les plus remarquables de sa génération par le roi Charles Gustave de Suède. Sa discographie comporte plusieurs enregistrements importants.